# Barapasaurus
Barapasaurus (/bəˌrɑːpəˈsɔːrəs/ bə-RAH-pə-SAWR-əs) là một chi khủng long từ tầng đá đầu kỷ Jura của Ấn Độ. Loài duy nhất là B. tagorei. Barapasaurus xuất phát từ cuối thành hệ Kota. Do đó nó là một trong những sauropoda sớm nhất được biết đến. Barapasaurus được biết đến từ khoảng 300 xương từ ít nhất là sáu cá thể, do đó, bộ xương gần như hoàn toàn được biết đến ngoại trừ các đốt sống cổ trước và hộp sọ. Điều này làm cho Barapasaurus một trong những sauropoda hoàn toàn nhất được biết đến từ những năm đầu kỷ Jura.

## Hình ảnh

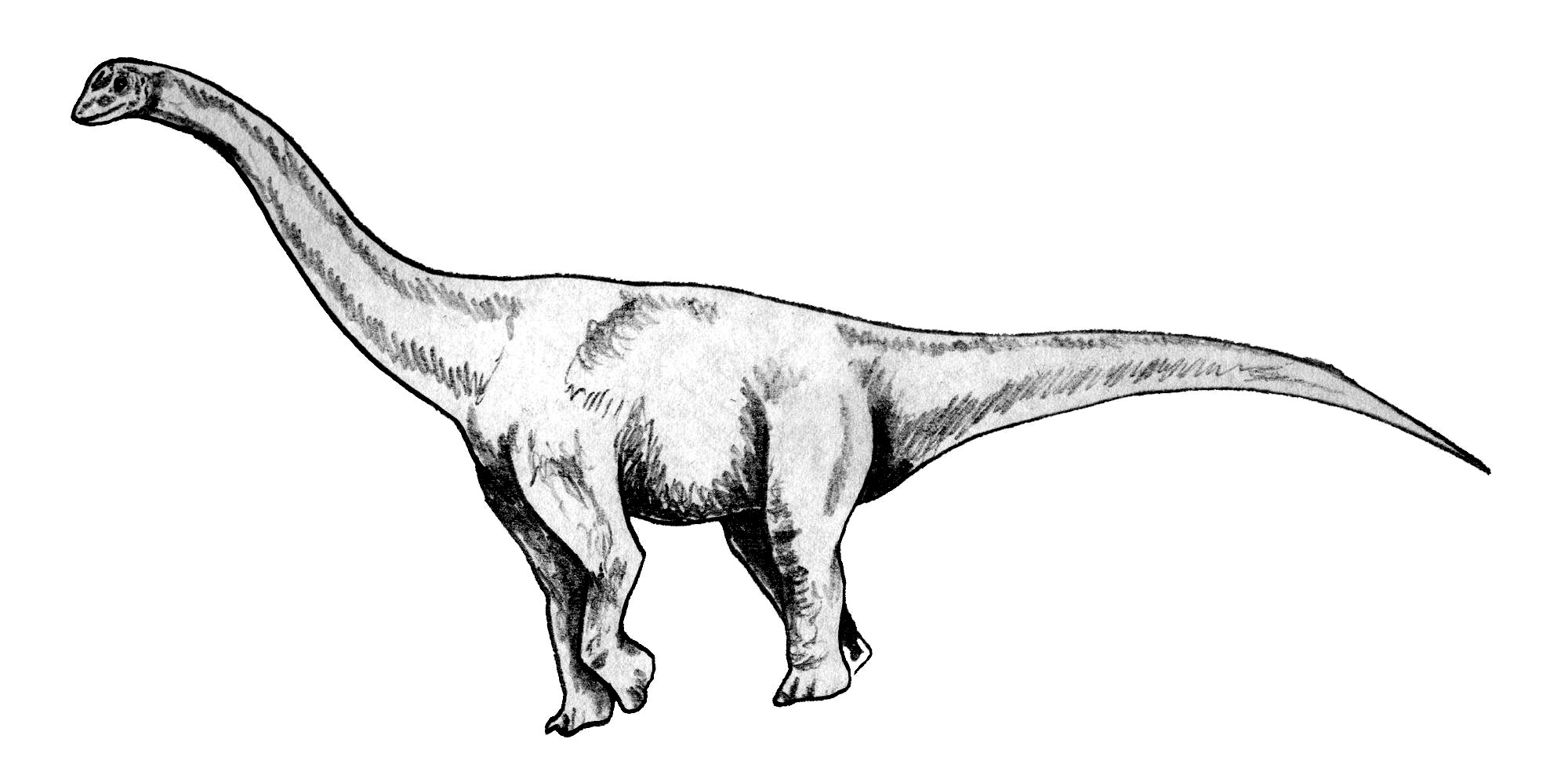
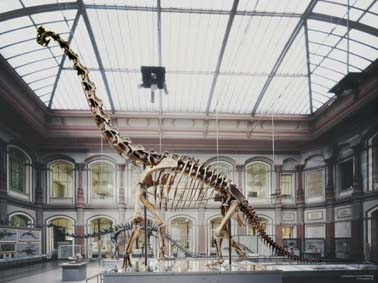